# Burg Neuenfels
Die Burg Neuenfels ist die Ruine einer Adelsburg etwa 1500 Meter südöstlich von Britzingen, einem Ortsteil der Stadt Müllheim im Markgräflerland im Landkreis Breisgau-Hochschwarzwald in Baden-Württemberg.

## Geografische Lage

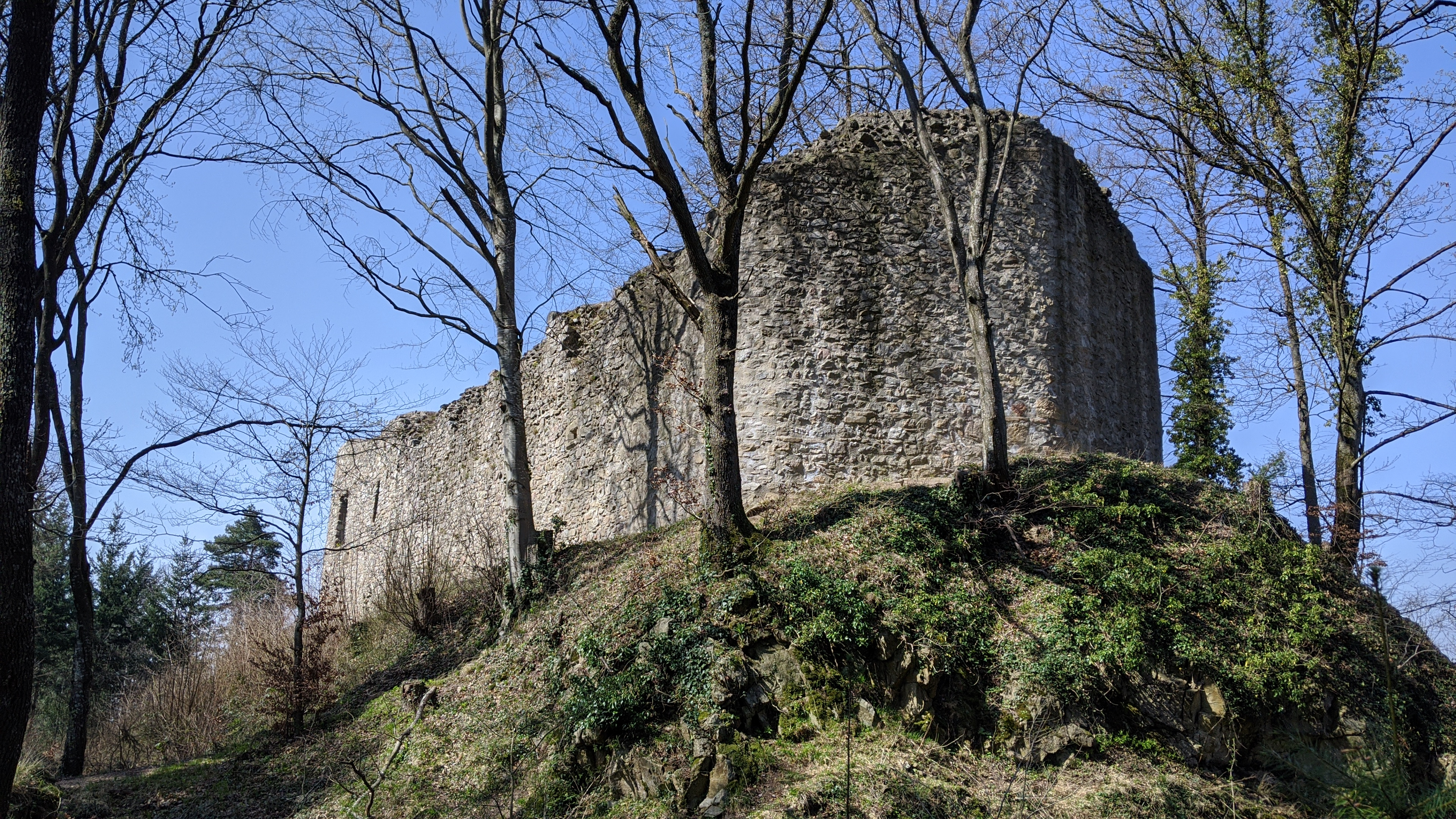
Die Burg in Spornlage

Die Ruine der Spornburg liegt auf einem 595,1 Meter über Normalnull hohen Bergsporn in der unmittelbaren Umgebung von Badenweiler, aber auf der Gemarkung des Müllheimer Ortsteils Britzingen. Die Burgstelle liegt am westlichen Ende des Bergsporns. Auf drei Seiten (Norden, Westen und Süden) war die Burg durch steile Hänge geschützt. Nach Osten wurde der Zugang durch einen tiefen Halsgraben erschwert.
Über die Schwärze, zwischen Britzingen und Badenweiler, ist die Burgruine nach 30 Minuten Fußweg mit einem Höhenunterschied von 164 Metern erreichbar.

## Geschichte

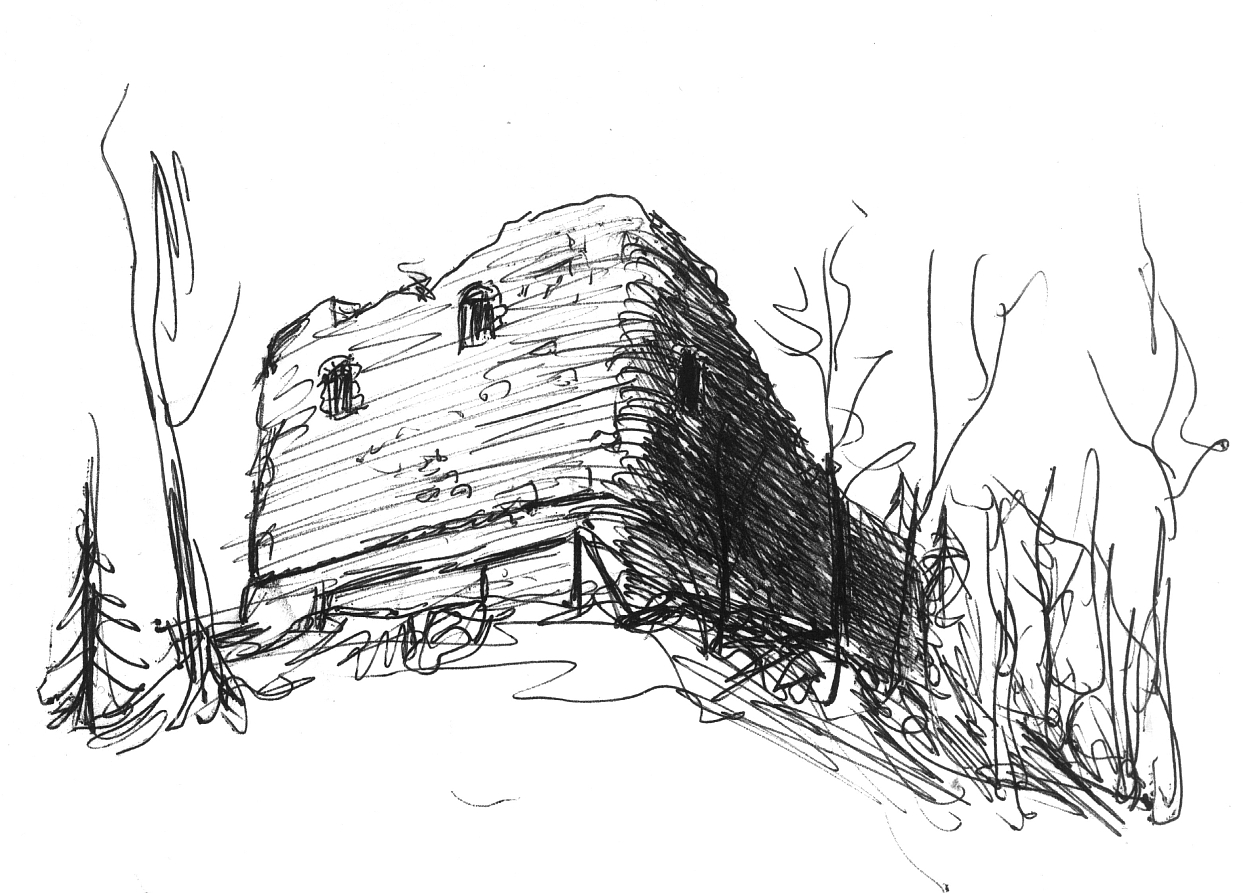
Zeichnung der Burg Neuenfels

Die Spornburg wurde vermutlich um 1300 von den Herren von Neuenfels erbaut, 1343 erstmals erwähnt und ist seit 1540 verfallen. Sie hatte nie eine militärische Bedeutung, sondern wurde als Wohnhaus genutzt. Während des Mittelalters übten die Herren von Neuenfels, die bereits seit 1307 als „de Nuwenfels“ nachgewiesen sind, in der umliegenden Region vielfältige Funktionen aus, so als Burgvögte der Herrschaft von Badenweiler, als Schultheißen von Neuenburg, als Landvogt zu Rötteln, als Abt von St. Trudpert, als Richter oder als Priester da und dort. Doch sie wurden dadurch nicht reich. Für einen Dienst als Abt von St. Trudpert gibt es schlicht kein einziges Dokument, ein Jörg von Neuenfels ist als Custus dort als einziger in den Urkunden zu greifen; Custos, nicht Abt.
1346 verkauften die Neuenfelser die Burg dem Grafen Imer von Strassberg, der als Herr von Badenweiler das Wappen Badenweilers mitgeprägt hat. Die von Neuenfels erhielten die Burg von den von Straßberg wieder als Lehen. Seither waren die Herren von Neuenfels Dienstmannen der jeweiligen Inhaber der Herrschaft Badenweiler. Der letzte Vertreter des Herrengeschlechts von Neuenfels, Christoph von Neuenfels, verkaufte 1538 den Wald rund um die Burg an die Gemeinde Britzingen. Er wohnte dann in Freiburg im Haus Schiffstr. 7, das er erworben hatte. 1547 heiratete er in Freiburg Rosa Snewelin von Landeck Christoph von Neuenfels starb 1550., seine Witwe  am 31. Juli 1603.

## Beschreibung

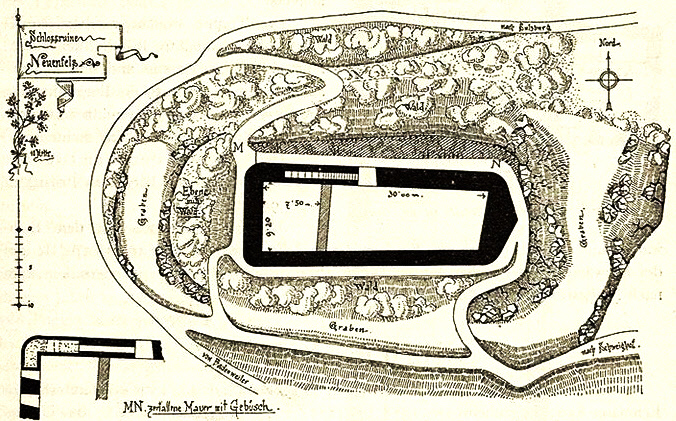
Grundriss der Burg Neuenfels

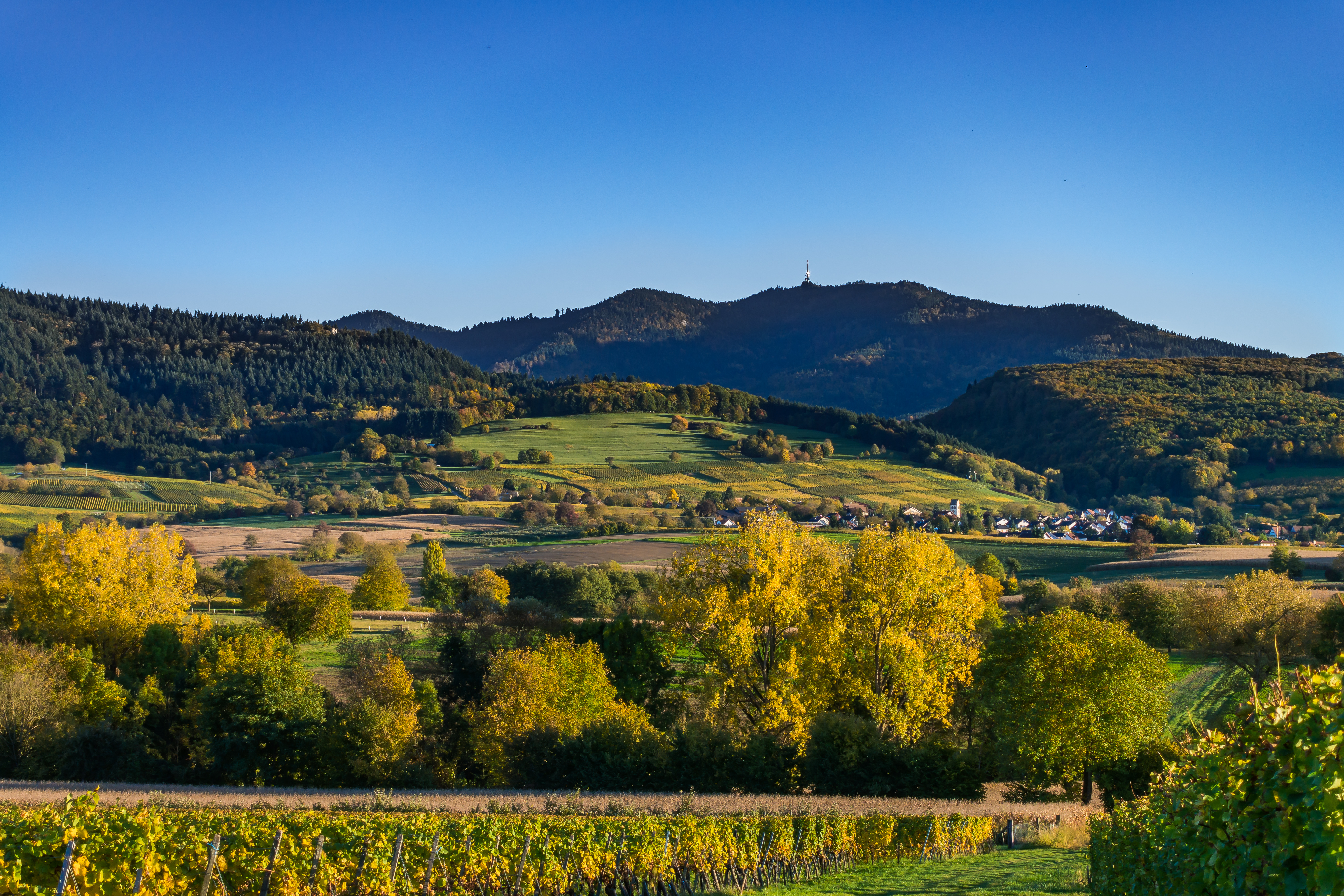
Fernsicht: Blick auf das Dorf Britzingen im Markgräflerland.Links im Hintergrund sind die Burg Neuenfels und der Fernmeldeturm Blauen (Schwarzwald) zu erkennen.

Die Burganlage war kastenförmig mit abgerundeten Ecken und hatte eine Ausdehnung von etwa 30 mal 9 Metern und hatte keinen  Bergfried. Von der Burg sind noch der Graben und Mauerreste sichtbar, die eine Höhe von bis zu 12 Metern erreichen. Es ist allerdings davon auszugehen, dass bei den 1904, 1926, 1936, 1954, 1973 und 1991–1994 vorgenommenen Sanierungen Veränderungen gegenüber dem  ursprünglichen Bau vorgenommen wurden. Die Mauerstärke beträgt etwas über 2 Meter, wobei auf der gefährdeten Ostseite keilförmig auf bis zu 4,50 Meter verstärkt wurde.

## Sagen und Geschichten

### Moritat des 16. Jahrhunderts
Burgen sind im Mittelalter reich an Sagen und Geschichten. Dazu gehört auch die Burg Neuenfels, die Anlass zu einer Moritat des Jahres 1540 gab.
Ritter Christoph hatte eine Dogge darauf abgerichtet, dass sie täglich in einem Korb Fleisch aus dem Dorf Britzingen holte. Eines Tages kam das Tier aber nicht im Dorf an, so dass jemand auf die Burg lief, um nach dem Rechten zu schauen. Im Burghof fand man den Ritter und seine Frau, seine Kinder, die Bediensteten und die Dogge tot in ihrem eigenen Blute. Aufgeklärt wurde dieser Kriminalfall nie. Keiner der Erben hatte daher Interesse an der weiteren Nutzung der Burg, so dass diese ab 1540 zerfiel.

### Die weiße Frau
Burg Neuenfels ist auch der Handlungsort der Sage Die weiße Jungfrau und der Schustergesell.
Ein Schustergeselle wird auf der Burgruine von einer weißen Jungfrau angesprochen und um Erlösung gebeten, wofür er mit einem reichen Schatz bedacht würde. Der Schustergeselle vermasselt aber seine Chance und die Jungfrau wird nicht erlöst.
Diese Sage ist auch die Basis für den historischen Roman von Harald Gritzner „Das Geheimnis der weißen Frau von Neuenfels“.

## Heutige Nutzung
Die Ruine ist heute ein beliebtes Wanderziel. Eine hergerichtete Aussichtsplattform mit Orientierungstafel auf den Zinnen der Burg bietet einen herrlichen Rundblick über das Markgräflerland, darunter einen schönen Blick auf die gegenüberliegende Burg von Badenweiler und den Blauen. Bei klarer Sicht reicht der Blick vom Schweizer Jura bis zu den Vororten von Freiburg.